# Criel-sur-Mer
Criel-sur-Mer település Franciaországban, Seine-Maritime megyében. Lakosainak száma 2592 fő (2022. január 1.). Criel-sur-Mer Flocques, Saint-Martin-le-Gaillard, Saint-Rémy-Boscrocourt, Touffreville-sur-Eu és Petit-Caux községekkel határos.

## Népesség
A település népességének változása:
| Lakosok száma | 2746 | 2719 | 2763 | 2680 | 2655 | 2630 | 2617 | 2596 | 2592 |
|               | 2013 | 2015 | 2016 | 2017 | 2018 | 2019 | 2020 | 2021 | 2022 |